# Julang-1
Julang-1 (đọc theo âm Hán Việt là Cự Lang-1) là loại tên lửa đạn đạo tầm xa do Trung Quốc chế tạo.

## Lịch sử chế tạo
Julang-1 được Trung Quốc chế tạo từ cuối những năm 80 dựa trên mẫu tên lửa Granis của Nga để trang bị cho tàu ngầm hạt nhân chiến lược K092/Xia (lớp Hạ). Từ năm 1996 đến nay, Trung Quốc phát triển phiên bản Julang-1A và Julang-2 để trang bị cho các tàu ngầm hạt nhân chiến lược K093/Shang (lớp Thương) và K094/Jin (lớp Tần).

## Một số vấn đề về cấu tạo và tính năng kỹ thuật

### Cấu tạo sơ bộ
- Hình dạng bên ngoài: hình viên đạn súng trường, đầu nhọn.
- Dài: 10,70 mét
- Đường kính (đoạn lớn nhất): 1,34 mét
- Trọng lượng toàn bộ: 14.700 kg
- Khả năng trọng tải: 600 kg (loại Julang-1A và Julang-2 đến 1.000 kg)thuốc nổ thường hoặc một đầu đạn hạt nhân đơn.

### Sơ bộ tính năng kỹ thuật
- Động cơ: gồm 2 tầng đẩy, đều dùng nhiên liệu lỏng.
- Cự ly tác xạ tối đa:
+ Julang-1: 1.700 km
+ Julang-1A: 2.500 km
+ Julang-2: 8.000 km
- Hệ thống dẫn đường:
+ Julang-1 và Julang-1A: tự dẫn bằng quán tính theo quỹ đạo đường đạn căn cứ trên phần tử bắn tính toán trước. Sai số đến 10 km
+ Julang-2: định vị mục tiêu và dẫn dường bằng vệ tinh quân sự.
- Khả năng phòng vệ: có khả năng phản công chống tên lửa đánh chặn, tên lửa hạt nhân của đối phương.
- Khả năng tự dừng hoạt động: tự động hủy khi lệch quỹ đạo đến 25 độ; tự hủy cưỡng bức theo lệnh từ căn cứ ở cự ly 500 km trước khi chạm mục tiêu. Trong tất cả các trường hợp tự hủy, ngòi nổ hạt nhân bị vô hiệu hóa.